# Melika Mahmutbegović

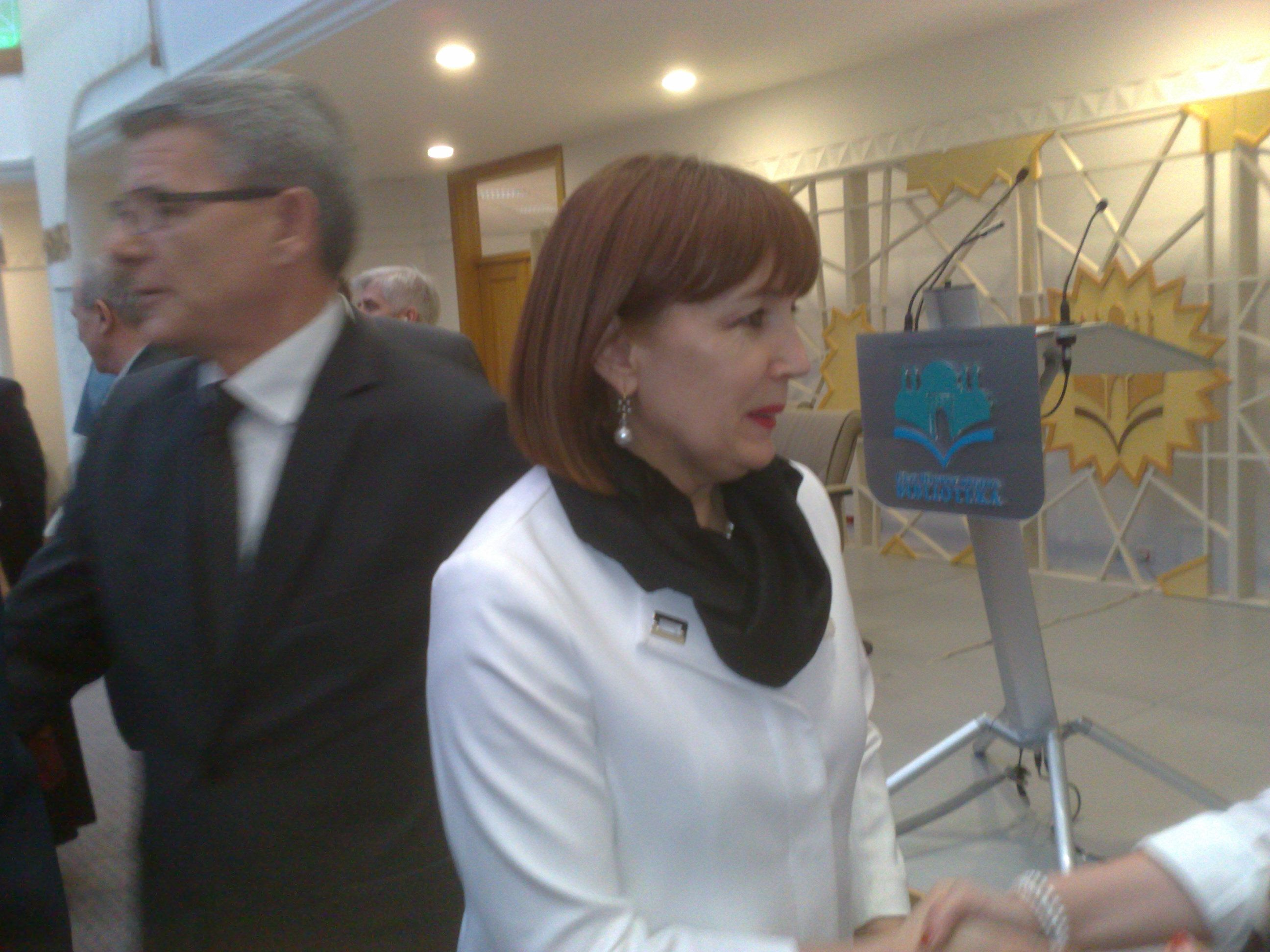
Melika Mahmutbegović (2015)

Melika Mahmutbegović (* 20. April 1959 in Bugojno, Jugoslawien) ist eine bosnische Politikerin und Chirurgin. Sie war von 2015 bis 2023 Vizepräsidentin der Föderation Bosnien und Herzegowina.

## Leben
Mahmutbegović wurde 1959 in Bugojno geboren. Dort besuchte sie die Grundschule und das Gymnasium. 1983 beendete sie ein Studium an der Medizinischen Fakultät in Sarajevo. Nach ihrem Abschluss arbeitete sie für das Gesundheitszentrum Bugojno als Hausärztin. 1988 erhielt sie die Erlaubnis, als Chirurgin arbeiten zu können. 
Seit April 1992 ist sie Mitglied der Armee von Bosnien und Herzegowina.
1995 wurde sie zur Direktorin des Medizinischen Zentrums Bugojno gewählt. 1998 wurde sie bei den Parlamentswahlen zum Mitglied des Kantonsversammlung der SBK gewählt. Innerhalb der Staatlichen Klinik von Sarajevo beendete sie 1999 ihr Gesundheitsmanagement. 2002 bei den allgemeinen Wahlen, wurde sie als Mitglied des Repräsentantenhauses des Parlaments gewählt. 2010 wurde sie wieder ins Repräsentantenhaus des Parlaments gewählt. Zum Magister in Medizinwissenschaften mit dem Thema: "Značaj FNA u zlatnom standardu dijagnostike i terapije karcinoma dojke" (Die Bedeutung der FNA in der Goldstandard der Diagnose und Behandlung von Brustkrebs) wurde sie im Oktober 2010 ernannt.
An der Fakultät für Wirtschaftswissenschaften der Universität in Sarajevo im Jahr 2010 und 2012, beendete sie, die erste und zweite Stufe des Gesundheitsmanagement – Wirtschaft im Gesundheitswesen.
Mahmutbegović war von 2015 bis 2023 Vizepräsidentin der Föderation Bosnien und Herzegowina.